# Chersonesia incerta
Chersonesia incerta är en fjärilsart som beskrevs av Van Eecke 1918. Chersonesia incerta ingår i släktet Chersonesia och familjen praktfjärilar. Inga underarter finns listade i Catalogue of Life.